# Флаг Манитобы
Флаг Манито́бы (англ. Flag of Manitoba) — официальный символ канадской провинции Манитоба; разновидность английского торгового флага с элементом герба Манитобы в вольной части.
Флаг учреждён в соответствии с Законом о государственном флаге, принятым Палатой общин канадского парламента 15 декабря 1964 года, и одобрен специальным постановлением Законодательного собрания Манитобы 11 мая 1965 года. Разрешение на использование английского торгового флага даровано королевой Великобритании Елизаветой II в октябре 1965 года. Официальное принятие флага состоялось 12 мая 1966 года. Щит увенчан Георгиевским крестом на белом фоне, представляющим короля Георга III и символизирующим британское наследие. Бизон представляет некогда огромные стада бизонов, свободно бродившие по всей провинции и служившие источником еды и одежды не только для аборигенов, но и для первых европейских поселенцев.
- Флаг Манитобы, установленный в центре Виннипега
- Флаг лейтенант-губернатора Манитобы